# Lake Havasu City
Lake Havasu City ist eine Stadt im Mohave County im US-Bundesstaat Arizona, Vereinigte Staaten, mit 57.144 Einwohnern (Stand: Volkszählung 2020), und liegt am zum Lake Havasu aufgestauten Colorado River. Durch die Stadt verläuft die Arizona State Route 95.
Die Entwicklung von Lake Havasu City begann als Luftwaffenerholungslager während des Zweiten Weltkriegs. Inzwischen verfügt die Stadt über 1000 Gewerbebetriebe, zwei eigene Zeitungen und eine Hochschule.

## Versetzung der London Bridge

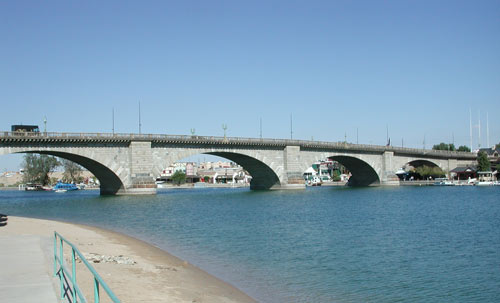
Die wieder aufgebaute London Bridge

Eine besondere Attraktion ist die über einen künstlichen Flussarm führende partielle Rekonstruktion der London Bridge. Die 1831 in London erbaute Brücke konnte den ständig zunehmenden Verkehr über die Themse nicht mehr bewältigen. Deshalb entschied sich die britische Regierung, die Brücke zu verkaufen. Robert McCulloch, Gründer der mitten in der Wüste von Arizona gelegenen Stadt Lake Havasu und Vorstandschef der McCulloch Oil Corporation, ersteigerte die Brücke für 2.460.000 US-Dollar. Nach einer urbanen Legende nahm McCulloch während der Versteigerung fälschlicherweise an, nicht für die London Bridge, sondern für die wesentlich bekanntere Tower Bridge zu bieten.
Die Brücke wurde abgebaut und jeder Stein der Verkleidung sorgfältig nummeriert. Alle Teile wurden auf dem Seeweg in das über 15.000 Kilometer von London entfernte Long Beach in Kalifornien gebracht und von dort aus mit Lastwagen nach Lake Havasu City transportiert. Der Wiederaufbau begann am 23. September 1968 mit einer Zeremonie, bei der Londons damaliger Oberbürgermeister den Grundstein legte. Am 10. Oktober 1971 konnte die Brücke, eine Stahlbetonstruktur mit äußerlich originalem Verkleidungsmaterial, (wieder) eingeweiht werden.

## Einwohnerentwicklung
| Jahr | Einwohner |
| ---- | --------- |
| 1980 | 15.909    |
| 1990 | 24.363    |
| 2000 | 41.938    |
| 2010 | 52.531    |
| 2020 | 57.144    |

Einer der prominenten Einwohner war der britische Musikproduzent Roy Thomas Baker, der hier bis zu seinem Tod im April 2025 lebte.

## Söhne und Töchter der Stadt
- Crystal Hefner (* 1986), Model, Playmate und Musikerin